# Aeroportul Internațional Canadian Rockies
Aeroportul Internațional Canadian Rockies (IATA: YXC, ICAO: CYXC) este un aeroport din Columbia Britanică, Canada. Aeroportul a fost tranzitat în 2019 de 181.072 de pasageri.
Situat la o altitudine de 940 m, aeroportul dispune de o singură pistă.